# マーク・ウォーレル
マーク・ロバート・ウォーレル（Mark Robert Worrell , 1983年3月8日 - ）は、アメリカ合衆国・フロリダ州パームビーチガーデン出身の元プロ野球選手 (投手) 。右投右打。

## 経歴
2001年のMLBドラフトで当時のタンパベイ・デビルレイズからドラフト11巡目で指名されるがこれを拒否し、アリゾナ大学へ進学。その後、2004年のMLBドラフトでセントルイス・カージナルスからドラフト12巡目で指名され、入団した。
2008年6月1日にメジャーに昇格し、6月3日にメジャー初登板。この年は4試合に登板した。また、6月5日にはメジャー初打席で本塁打を放った。
同年12月4日、ルーク・グレガーソンと共にカリル・グリーンとのトレードでサンディエゴ・パドレスに移籍。2009年はシーズン中にトミー・ジョン手術を受けたため全休し、オフにFAとなった。
2010年1月7日、再びパドレスとマイナー契約を結ぶ。シーズンではパドレス傘下AAA級のポートランド・ビーバーズで25試合に登板したが、6月23日に放出された。その後、7月1日にシアトル・マリナーズとマイナー契約を結んだが、傘下AAA級のタコマ・レイニアーズでは4試合に登板したのみで7月14日に放出された。
2011年2月1日にボルチモア・オリオールズとマイナー契約を結ぶ。傘下AAA級のノーフォーク・タイズでプレーした後、7月17日にメジャーに再昇格。4試合に登板したが結果を残せず、7月24日に再びノーフォークに降格した。シーズン終了後にFAとなった。
2013年5月5日にメキシカンリーグのメキシコシティ・レッドデビルズと契約を結ぶ。同地では2試合に登板したが防御率13.50と打ち込まれ、5月8日の登板を最後に放出された。

## プレースタイル
極端なオープンステップのサイドスローから投じる、スライダーを武器とする投手であった。

## 詳細情報

### 年度別投手成績 (MLB)
| 年 度     | 球 団     | 登 板 | 先 発 | 完 投 | 完 封 | 無 四 球 | 勝 利 | 敗 戦 | セ 丨 ブ | ホ 丨 ル ド | 勝 率 | 打 者 | 投 球 回 | 被 安 打 | 被 本 塁 打 | 与 四 球 | 敬 遠 | 与 死 球 | 奪 三 振 | 暴 投 | ボ 丨 ク | 失 点 | 自 責 点 | 防 御 率 | W H I P |
| --------- | --------- | ----- | ----- | ----- | ----- | -------- | ----- | ----- | -------- | ----------- | ----- | ----- | -------- | -------- | ----------- | -------- | ----- | -------- | -------- | ----- | -------- | ----- | -------- | -------- | ------- |
| 2008      | STL       | 4     | 0     | 0     | 0     | 0        | 0     | 1     | 0        | 0           | .000  | 27    | 5.2      | 8        | 1           | 4        | 1     | 0        | 4        | 0     | 0        | 5     | 5        | 7.94     | 2.12    |
| 2011      | BAL       | 4     | 0     | 0     | 0     | 0        | 0     | 0     | 0        | 0           | ----  | 14    | 2.0      | 6        | 2           | 2        | 1     | 0        | 3        | 0     | 0        | 8     | 8        | 36.00    | 4.00    |
| 通算：2年 | 通算：2年 | 8     | 0     | 0     | 0     | 0        | 0     | 1     | 0        | 0           | .000  | 41    | 7.2      | 14       | 3           | 6        | 2     | 0        | 7        | 0     | 0        | 13    | 13       | 15.26    | 2.61    |

- 2009年 - 2010年は試合出場なし。

### 背番号
- 67 (2008年)
- 52 (2011年)